# كارين إليزابيث تيلي
كارين إليزابيث تيلي هي متسابقة ملكة الجمال وعارضة كندية، ولدت في 1964.